# Liste der Stenografie-Systeme und ihrer Erfinder

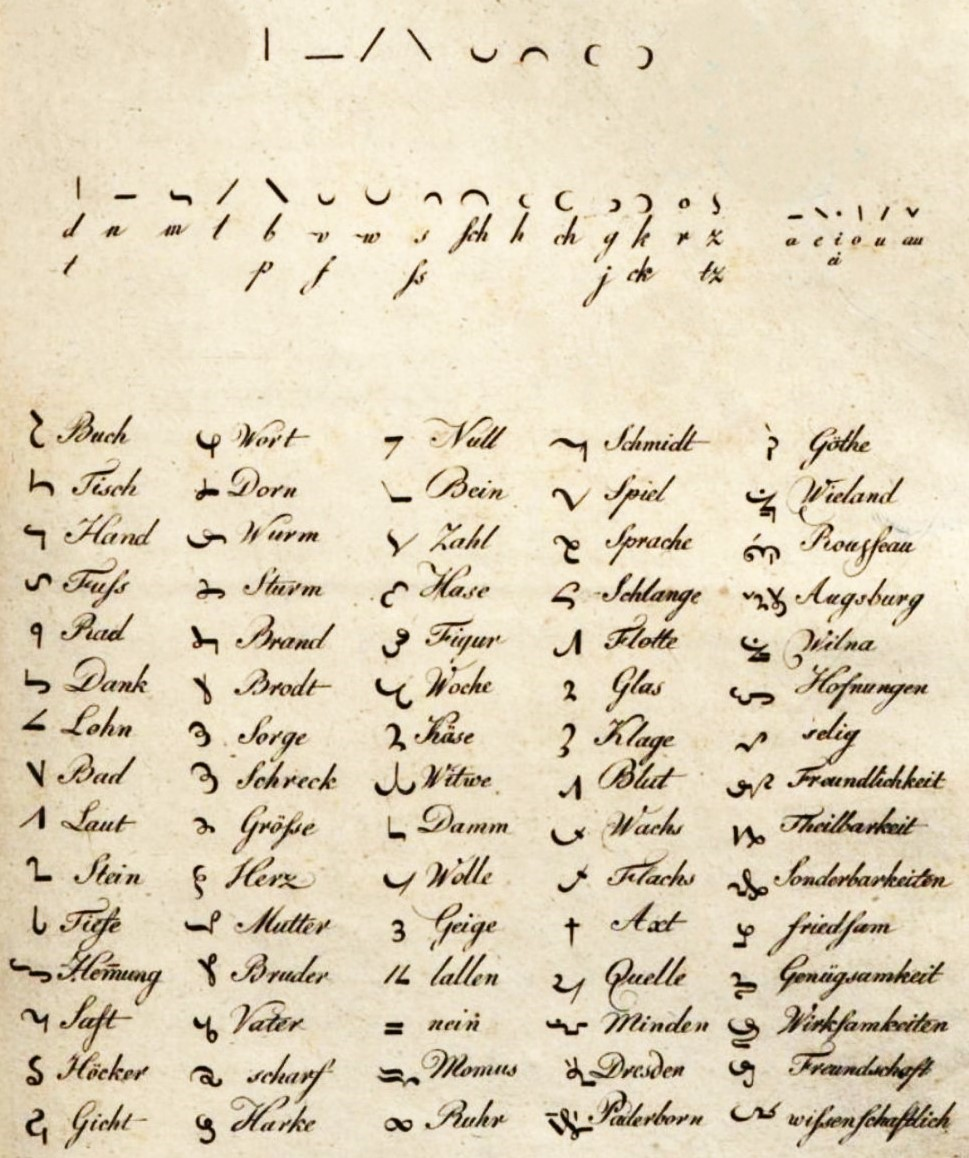
Eines der ersten deutschen Stenografie-Systeme (nach Ramsay und Mosengeil): Erleichterte Deutsche Stenografie von Karl Gottlieb Horstig von 1797 – Zeichenübersicht und Wortbeispiele

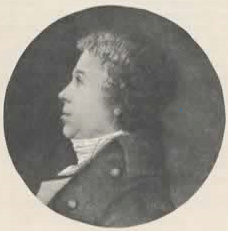
Karl Gottlieb Horstig (1763–1835)

Die Liste der Stenografie-Systeme und ihrer Erfinder führt in Auswahl Stenografie-Systeme (Synoynymbezeichnung Kurzschrift-Systeme) und deren Erfinder auf. Zusätzlich wird das Jahr der erstmaligen Veröffentlichung angegeben. Bei den Predigtmitschreibern des 16. Jahrhunderts gibt die Jahreszahl die erstmalige Anwendung des entsprechenden Systems an. Die Anordnung erfolgt nach den Jahren der Veröffentlichungen in chronologischer Reihenfolge. Bei der Auswahl liegt der eindeutige Schwerpunkt auf den Systemen in deutscher Sprache.
In dieser Liste sind auch Abbreviaturschriften (Abkürzungsschriften) aufgeführt. Bei diesen werden die Buchstaben  ganz oder in Teilzügen der gewöhnlichen Langschrift entnommen und, je nach System, teilweise zusätzlich auch Sonderzeichen und/oder eigene stenografische Zeichen zum Kürzen verwendet; nach festgelegten Kürzungsregeln entfallen bestimmte Laute, Silben und Wörter. Somit handelt es sich  bei den Abbreviaturschriften im wahrsten Sinne des Wortes um Kurzschriften.

## Bis 1500
| Jahr       | Systemerfinder      | Bezeichnung des Systems oder Lehrwerks | Sprache    | Anmerkungen/Besonderheiten                                                                                        |
| ---------- | ------------------- | -------------------------------------- | ---------- | --- |
| 63 v. Chr. | Marcus Tullius Tiro | Tironische Noten                       | Lateinisch | Verwendung bis 1067 nachweisbar; bis zu 12000 Wortkürzel                                                          |
| 1174       | John of Tilbury     | Nova ars notaria                       | Lateinisch | Buchstabendarstellung durch Querstriche am Grundzeichen des senkrechten Strichs; Tempora-Bezeichnung durch Punkte |

Schriftbeispiele bis 1500

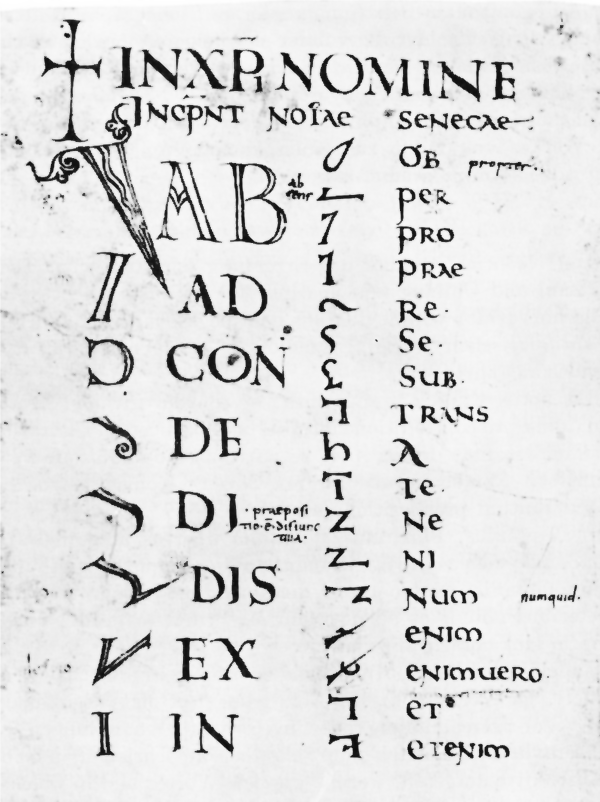
Tironische Noten – Wortbeispiele aus 9. Jahrhundert
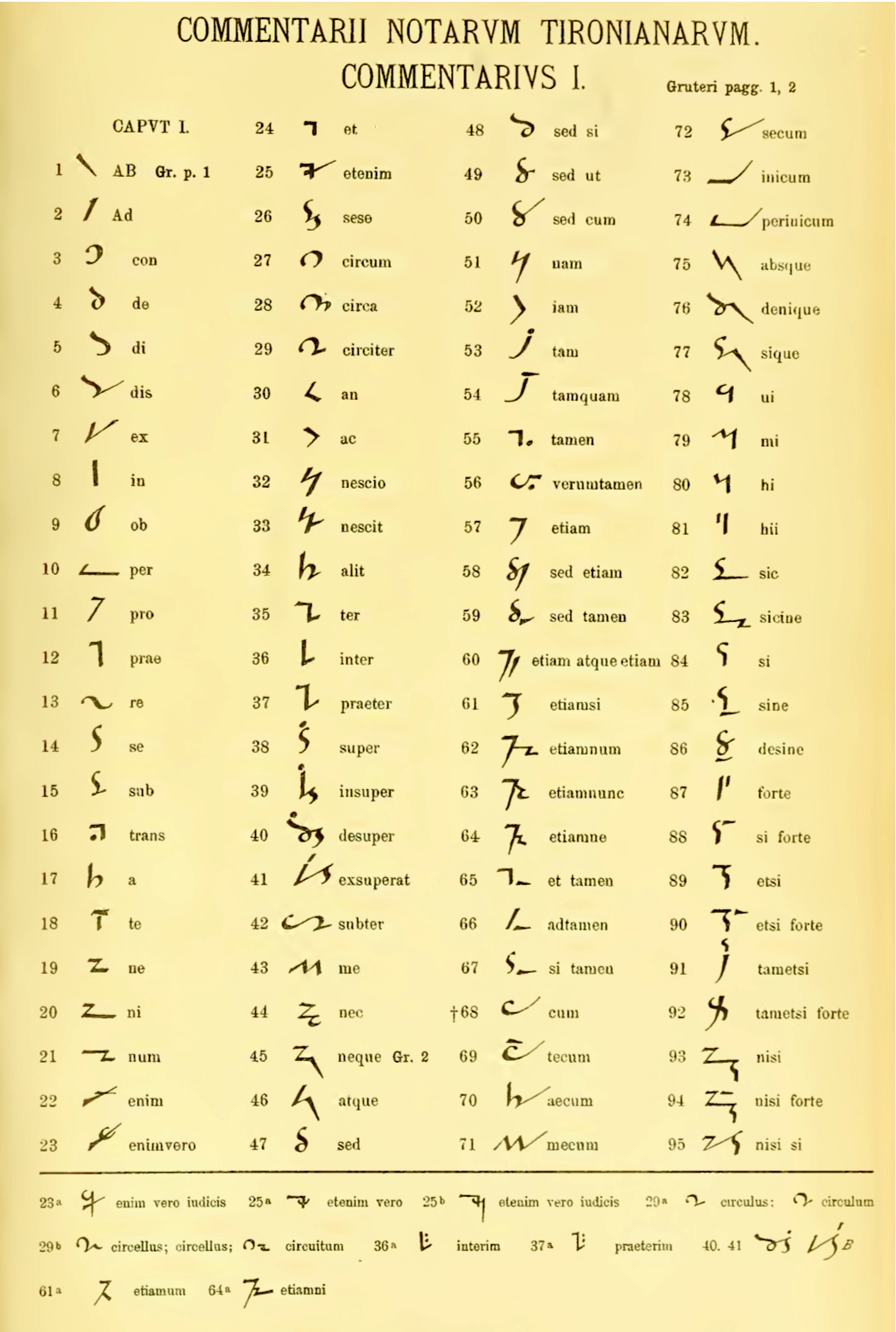
Übersicht verschiedener Tironischer Noten
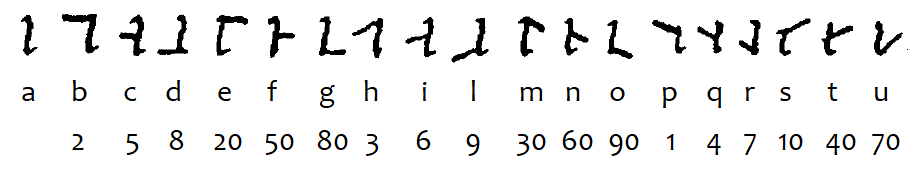
John of Tilbury: Ars notaria – Darstellung von etwa 1300 n. Chr.

## 1501–1600
| Jahr         | Systemerfinder  | Bild | Bezeichnung des Systems oder Lehrwerks | Sprache            | Anmerkungen/Besonderheiten |
| ------------ | --------------- | ---- | -------------------------------------- | ------------------ | --- |
| 1520er Jahre | Caspar Cruciger |      |                                        | Deutsch/Lateinisch | Abbreviaturschrift; Zeichen der Schreibschrift sowie Sonderzeichen; etwa 800 Abkürzungen für Silben und Wörter; Mitschriften von Martin Luthers Predigten |
| 1520er Jahre | Georg Rörer     |      |                                        | Deutsch/Lateinisch | Weiterentwicklung von Crucigers Abbreviaturschrift durch Auslassen ganzer Wörter und Satzteile; Mitschriften der Predigten Luthers und Bugenhagens        |
| 1520er Jahre | Stephan Roth    |      |                                        | Deutsch/Lateinisch | Abbreviaturschrift; Bearbeitung der Kürzungssysteme von Cruciger und Rörer; Mitschriften der Predigten Luthers und Bugenhagens                            |
| 1588         | Timothy Bright  |      | Characterie                            | Englisch           | Erstes Stenografie-System der Neuzeit mit eigenen kurzen stenografischen Zeichen für ganze Wörter (Wortschrift)                                           |
| 1590         | Peter Bales     |      | The Arte of Brachygraphie              | Englisch           | Wortschrift; Veränderung der Bedeutung der einzelnen Wortzeichen durch Beifügung von Punkten                                                              |

Schriftbeispiele von 1501–1600

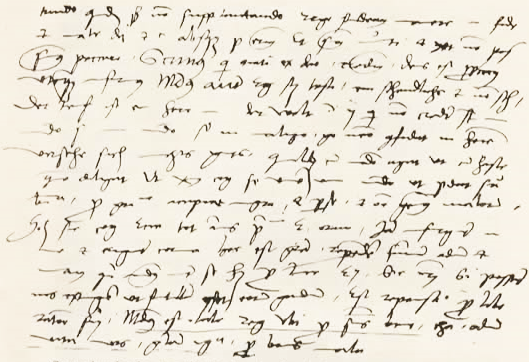
Rörers Abbreviaturschrift von 1527 – Auszug aus Luther-Vorlesung
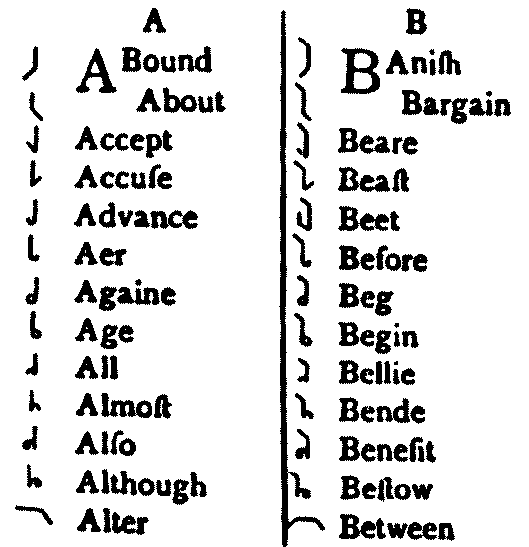
Characterie von Bright – Wortbeispiele
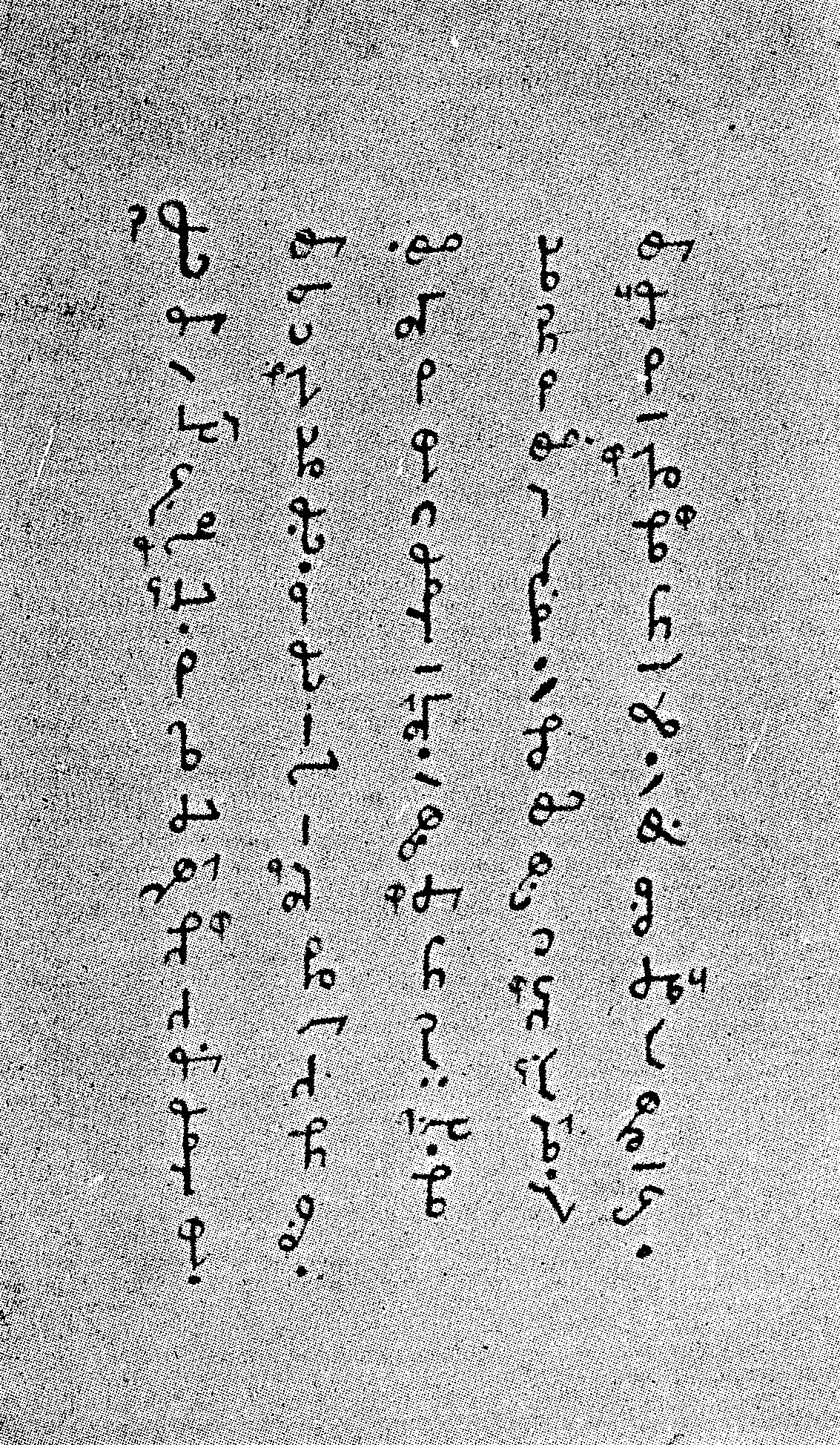
Seite einer Handschrift von 1589 in Brights Characterie

## 1601–1700
| Jahr | Systemerfinder      | Bild | Bezeichnung des Systems oder Lehrwerks      | Sprache  | Anmerkungen/Besonderheiten |
| ---- | ------------------- | ---- | ------------------------------------------- | -------- | --- |
| 1602 | John Willis         |      | The Art of Stenographie                     | Englisch | Willis Erfinder des Wortes Stenografie; erste Buchstabenkurzschrift |
| 1626 | Thomas Shelton      |      | Tachygraphy                                 | Englisch | System ähnelt dem von Willis; sehr verbreitet; Übertragungen auf mehrere Fremdsprachen, auf Deutsch durch Ramsay                                                                                       |
| 1635 | Theophilus Metcalfe |      | Radio-Stenography                           | Englisch | System ähnelt denen von Willis und Shelton; 55 Auflagen bis 1721 |
| 1642 | Jeremiah Rich       |      | Semography                                  | Englisch | System ähnelt dem von John Willis; Wortbedeutung für jeden Buchstaben und die Konsonantenverbindungen; Verbreitung bis ins 19. Jahrhundert; bekanntester Anwender und Werber für das System John Locke |
| 1678 | Carl Aloys Ramsay   |      | Tacheographia Oder Geschwinde Schreib-Kunst | Deutsch  | Veröffentlichung des ersten deutsches Stenografielehrbuchs; Übertragung des Systems von Thomas Shelton                                                                                                 |

Schriftbeispiele von 1601–1700

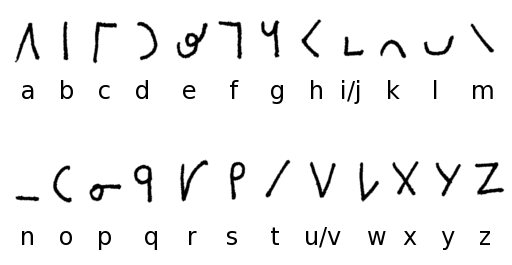
Sheltons Tachygraphy von 1626 – Alphabet
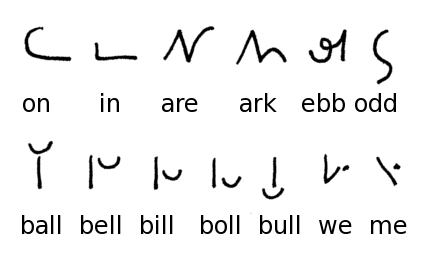
Darstellung der Vokale in Sheltons System – Beispielwörter

## 1701–1750
| Jahr | Systemerfinder | Bild | Bezeichnung des Systems oder Lehrwerks | Sprache  | Anmerkungen/Besonderheiten |
| ---- | -------------- | ---- | -------------------------------------- | -------- | --- |
| 1727 | James Weston   |      | Stenography Compleated                 | Englisch | Buchstabenschrift, jedoch Wortkürzungen auch für seltene Wörter; Metcalfes Alphabet als Grundlage, jedoch sehr viele Wortzusammenschreibungen                                                                  |
| 1747 | Aulay Macaulay |      | Polygraphy                             | Englisch | Macaulay Begründer der vokalschreibenden Richtung in England, also keine Vokalbezeichnung durch Zusatzzeichen oder Punkte mehr; bekanntester Anwender im deutschsprachigen Raum Franz Freiherr von Fürstenberg |
| 1750 | Thomas Gurney  |      | Brachygraphy                           | Englisch | Verwendung von 1789 bis gegen Ende des 19. Jahrhunderts auch in den USA; prominentester Anwender Charles Dickens                                                                                               |

Schriftbeispiele von 1701–1750

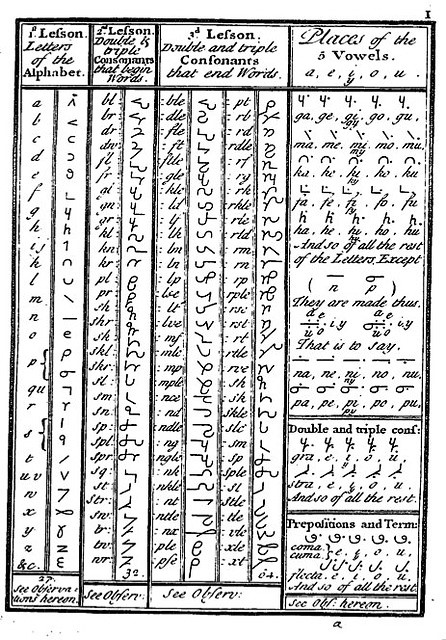
James Westons System von 1727 – Zeichenübersicht
Aulay Macaulay 1747 – Alphabet; Buchstaben gleichzeitig Wortzeichen
Gurneys Brachygraphy 1750 – Alphabet mit Beispielwörtern

## 1751–1800
| Jahr | Systemerfinder                        | Bild | Bezeichnung des Systems oder Lehrwerks                                  | Sprache     | Anmerkungen/Besonderheiten |
| ---- | ------------------------------------- | ---- | ----------------------------------------------------------------------- | ----------- | --- |
| 1751 | William Tiffin                        |      | A new help of improvement                                               | Englisch    | Erstes englisches phonetisches System; Unterscheidung harter und weicher Konsonanten durch Stellung; Vokalschreibung über Konsonanten                                                                            |
| 1766 | William Holdsworth / William Aldridge |      | Natural Short-hand                                                      | Englisch    | Geometrisches System; Zeichen ähneln den anderen Systemen der damaligen Zeit |
| 1767 | John Byrom                            |      | The Universal English Shorthand                                         | Englisch    | Auswahl der Zeichen und Zeichenverbindungen nach Lauthäufigkeit; bekannteste Anwender John Wesley und Charles Wesley                                                                                             |
| 1786 | Samuel Taylor                         |      | Universal System of Stenography                                         | Englisch    | Übertragung auf mehrere Fremdsprachen; weite Verbreitung in England und Nordamerika |
| 1791 | Thomas Molineux                       |      | The Elements of Short-hand                                              | Englisch    | Vereinfachung von John Byroms System ohne Veränderung seines Alphabets |
| 1796 | Friedrich Mosengeil                   |      | System einer deutschen Stenographie                                     | Deutsch     | Übertragung der französischen Anpassung (durch Bertin) von Taylors System |
| 1797 | Karl Gottlieb Horstig                 |      | Erleichterte deutsche Stenographie                                      | Deutsch     | Kreis wird erstmals zum selbstständigen Zeichen (nicht mehr nur Verbindungselement); Verwendung von Horstigs Schrift bis Ende des 19. Jahrhunderts in süddeutschen Parlamenten (Bearbeitung durch August Winter) |
| 1797 | Friedrich August Leo                  |      | Neue deutsche Buchstaben, welche fünfmal kürzer sind, als die bekannten | Deutsch     | Entlehnung der Zeichen aus vorigen englischen Systemen; Markierung der Großschreibung durch übergesetzten Punkt                                                                                                  |
| 1797 | Pietro Molina                         |      | Scrittura elementare ossia arte di scrivere                             | Italienisch | Unterscheidung harter und weicher Konsonanten durch Stellung; Vokalbezeichnung durch Punkt in fünf Stellungen |
| 1798 | Philipp Jakob Bieling                 |      | Kurze Anleitung zur deutschen Stenographie oder Kurzschreibekunst       | Deutsch     | Nachbildung von Horstigs System |
| 1800 | Johann Kaspar Danzer                  |      | Das allgemeine System der Stenografie des Herrn Samuel Taylor           | Deutsch     | Übertragung des Systems Taylor-Bertin; erster öffentlicher Unterricht eines Stenografie-Systems im deutschsprachigen Raum überhaupt, Unterricht an der Militärakademie Wiener Neustadt                           |

Schriftbeispiele von 1751–1800

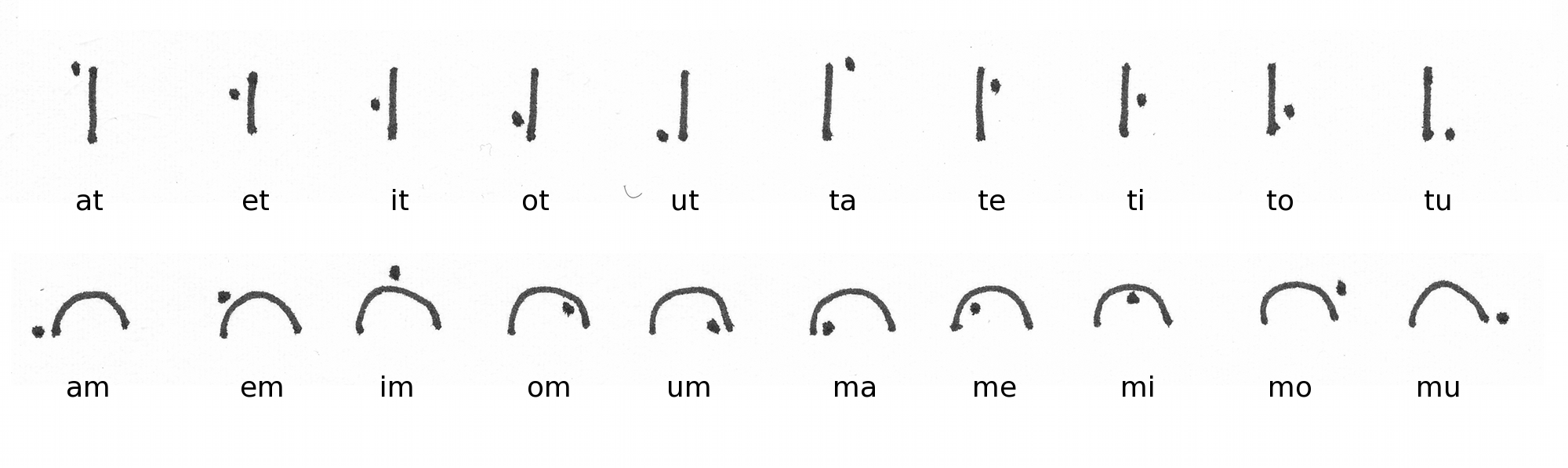
Byroms System von 1767 – Vokalandeutung durch Punkte in verschiedenen Positionen
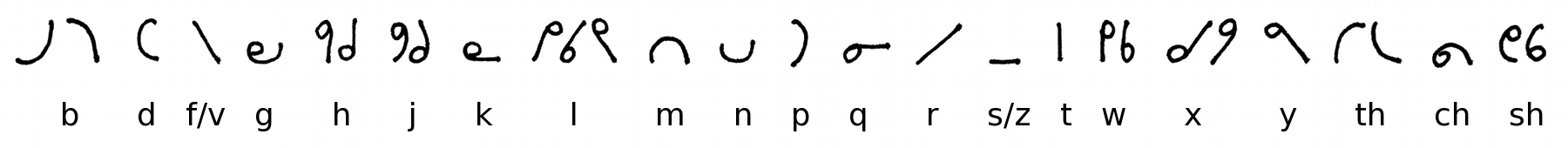
Konsonantenübersicht bei John Byrom
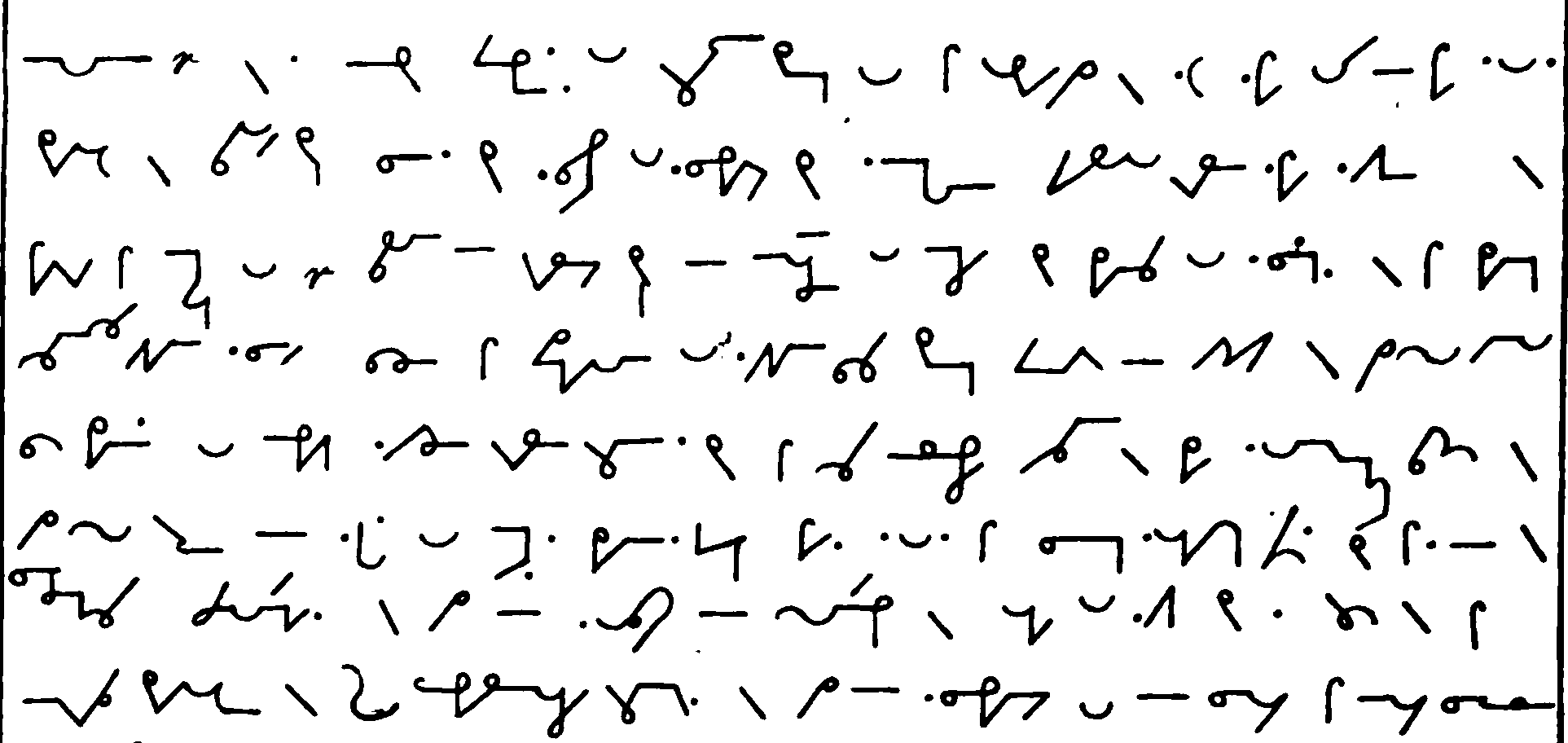
Samuel Taylors System von 1786 – Textbeispiel

## 1801–1851
| Jahr | Systemerfinder                               | Bild | Bezeichnung des Systems oder Lehrwerks                                                               | Sprache     | Anmerkungen/Besonderheiten |
| ---- | -------------------------------------------- | ---- | --- | ----------- | --- |
| 1808 | Johann Michael Riehr (R****)                 |      | Anleitung zur deutschen Stenographie                                                                 | Deutsch     | Bearbeitung des Systems von Mösengeil, das Riehr vorher am Erzbischöflichen Seminar Salzburg unterrichtete; bekanntester Systemverwender Martin von Deutinger                                            |
| 1809 | Emilio Amanti                                |      | Sistema universale e completo di stenografia                                                         | Italienisch | Übertragung des Systems Taylor-Bertin |
| 1813 | Louis Félix Conen de Prépéan                 |      | Sténographie Exacte ou l'Art d'écrire aussi vite qu'on parle                                         | Französisch | Vokale Kreise und Halbkreise, geometrisches System; Unterscheidung ähnlicher Laute mittels Durchkreuzungsstrich, später mittels Größe                                                                    |
| 1819 | Filippo Delpino                              |      | Sistema di stenografia italiana                                                                      | Italienisch | Bearbeitung von Amantis Übertragung des Systems Taylor-Bertin; ehemalige Verwendung im Parlament |
| 1819 | J. G. Berthold                               |      | Allgemeines System der Stenografie oder abgekürzte Geschwind Schreibekunst                           | Deutsch     | Bearbeitung des Systems von Mosengeil; ebenso Verwendung der Bearbeitung von Riehr |
| 1819 | Ernst Julius Leichtlen                       |      | Vollständige Anleitung zur Geschwindschreibkunst                                                     | Deutsch     | Keine Überarbeitung früherer Systeme, sondern eigenständige Entwicklung; erste deutsche Veröffentlichung einer Stenografie-Geschichte                                                                    |
| 1820 | Friedrich Jakob Philipp Heim                 |      | Deutsche Tachygraphie                                                                                | Deutsch     | Bearbeitung des Systems von Horstig; Verringerung der Kürzel |
| 1822 | J. F. Stärk                                  |      | Deutsche Stenographie oder Schnellschreibkunst                                                       | Deutsch     | Leichte Bearbeitung von Mösengeils System sowie des Systems von J. G. Berthold |
| 1822 | Aimé Paris                                   |      | Sténographie popularisée                                                                             | Französisch | Starke Vereinfachung des vokalschreibenden Systems von Conen de Prépéan; Unterstufe ohne Kürzel; Verwendung bis heute vor allem in der französischen Schweiz (neben Duployé)                             |
| 1825 | Theodor Thon                                 |      | Die Lebens-, Meß- und Rechnungskunst (Biometrie)                                                     | Deutsch     | Bearbeitung von Horstigs System unter Verwendung von Mosengeils Änderungen in dessen 1819er System; erstes an einer deutschen Universität unterrichtetes System                                          |
| 1827 | Ferdinand Julius Brede                       |      | Deutsche Kurz- oder Linienschrift                                                                    | Deutsch     | Positions- bzw. Stellungsschrift (wie z. B. auch bei Catherine Nobbe), d. h., Vokale werden durch Stellung der Konsonanten angedeutet                                                                    |
| 1827 | Hippolyte Prévost                            |      | Nouveaux système de sténographie                                                                     | Französisch | Überarbeitung des Systems Taylor-Bertin; Selbstlautverdeutlichung im Wortinnern, Einführung von Silbenzeichen; mit Sprach- und Schriftregeln absichtlich unvereinbare Schriftbilder („incompatibilités“) |
| 1830 | J. Nowak                                     |      | Ausführliche Anleitung zur deutschen Tachygraphie                                                    | Deutsch     | Bearbeitung von Horstigs System, jedoch starke Erweiterung der Kürzel; praktische Verwendung (Version von 1834) auf Landtagen in Ungarn und Gesellschaften in Wien                                       |
| 1830 | Anonymus                                     |      | Tachygraphie                                                                                         | Deutsch     | Verwendung von Kürzungsgedanken der Systeme Horstig, Heim und Leichtlen |
| 1831 | Josef Ineichen                               |      | Anleitung zur Stenographie oder Schnellschreibekunst                                                 | Deutsch     | Bearbeitung des Systems von Horstig; Verwendung jeweils im Großen Rat von Luzern (durch Ineichen) und Zürich                                                                                             |
| 1831 | Anonymus                                     |      | Systematische Anleitung zur Erlernung der Stenographie                                               | Deutsch     | Bearbeitung des Systems Horstig, jedoch Schriftlage seit Gabelsberger erstmals kursiv |
| 1831 | Sophie Scott                                 |      | Homographie                                                                                          | Deutsch     | Sophie Scott neben Catherine Nobbe einzige bekannte Erfinderin eines deutschsprachigen Kurzschriftsystems                                                                                                |
| 1834 | Franz Xaver Gabelsberger                     |      | Anleitung zur deutschen Redezeichenkunst                                                             | Deutsch     | Gabelsberger bahnbrechend für kursive Kurzschriftsysteme (Auf- und Abstriche verlaufen fast durchweg in gleicher Richtung); zahlreiche Übertragungen auf Fremdsprachen                                   |
| 1837 | Isaac Pitman                                 |      | Stenographic Sound Hand; seit 1840 Phonography, später Pitman Shorthand (deutsch Pitman-Kurzschrift) | Englisch    | Regelwerk sehr kompliziert, jedoch auch für Dritte leicht lesbar; sehr große Verbreitung in der englischsprachigen Welt; vereinfachte Nachfolgesysteme: Pitman New Era (1922), Pitman 2000 (1975)        |
| 1838 | Xaver Billharz                               |      | Anleitung ... oder die zweckmäßigste Stenografie der deutschen Sprache                               | Deutsch     | Eigenständiges System; Stellungs- bzw. Positionsschrift (wie z. B. auch Catherine Nobbe und Julius Brede); Anregung für Stolzes Selbstlautbezeichnung                                                    |
| 1841 | Wilhelm Stolze                               |      | Theoretisch-practisches Lehrbuch der deutschen Stenographie                                          | Deutsch     | Regelmäßigkeit und Genauigkeit der Schreibweisen sehr ausgeprägt; bis zur Auflage von 1852 für Wörter 1140 Kürzel; Verbreitung vor allem in Norddeutschland und der Schweiz                              |
| 1847 | William Selwyn (Pseudonym von Robert Wailes) |      | Phonography, a new system of shorthand                                                               | Englisch    | Vokalbezeichnung teilweise durch Stellung, teilweise buchstäblich |
| 1848 | G. Cämmerer                                  |      | Neue Lautschrift. Nach dem Englischen                                                                | Deutsch     | Übertragung des Systems von Selwyn; bei Substantiven, Adjektiven und Verben Andeutung der Abwandlungen durch vorangehendes Pronomen oder Artikel                                                         |
| 1848 | W. J. Ellison v. Nidlef                      |      | Kürzeste Anleitung zur deutschen Stenografie nach dem Taylor-Danzerschen Systeme                     | Deutsch     | Übernahme von Danzers System; Verfasser empfiehlt System für auszugsweise Mitschriften, für vollständige jedoch Gabelsberger                                                                             |
| 1849 | Meinrad Rahm                                 |      | Anleitung zur Rahmschen Stenografie oder deutschen Redezeichenkunst                                  | Deutsch     | Mitlautzeichen alle gerade auslaufend (Stabprinzip); |
| 1850 | Leopold Arends                               |      | Die Stenographie in sechs Lektionen zu erlernen                                                      | Deutsch     | System ist erstes deutsches System mit durchgehender Vokalschreibung; Konsonantenzeichen gerade auslaufend (Stabprinzip)                                                                                 |

Schriftbeispiele von 1801–1850

Sophie Scott 1831: „Ein Ei im Frieden verzehrt, ist besser, als ein Ochs unterm Schwert.“
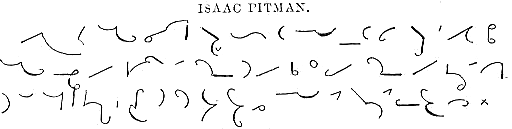
Pitman 1837 – Schriftbeispiel
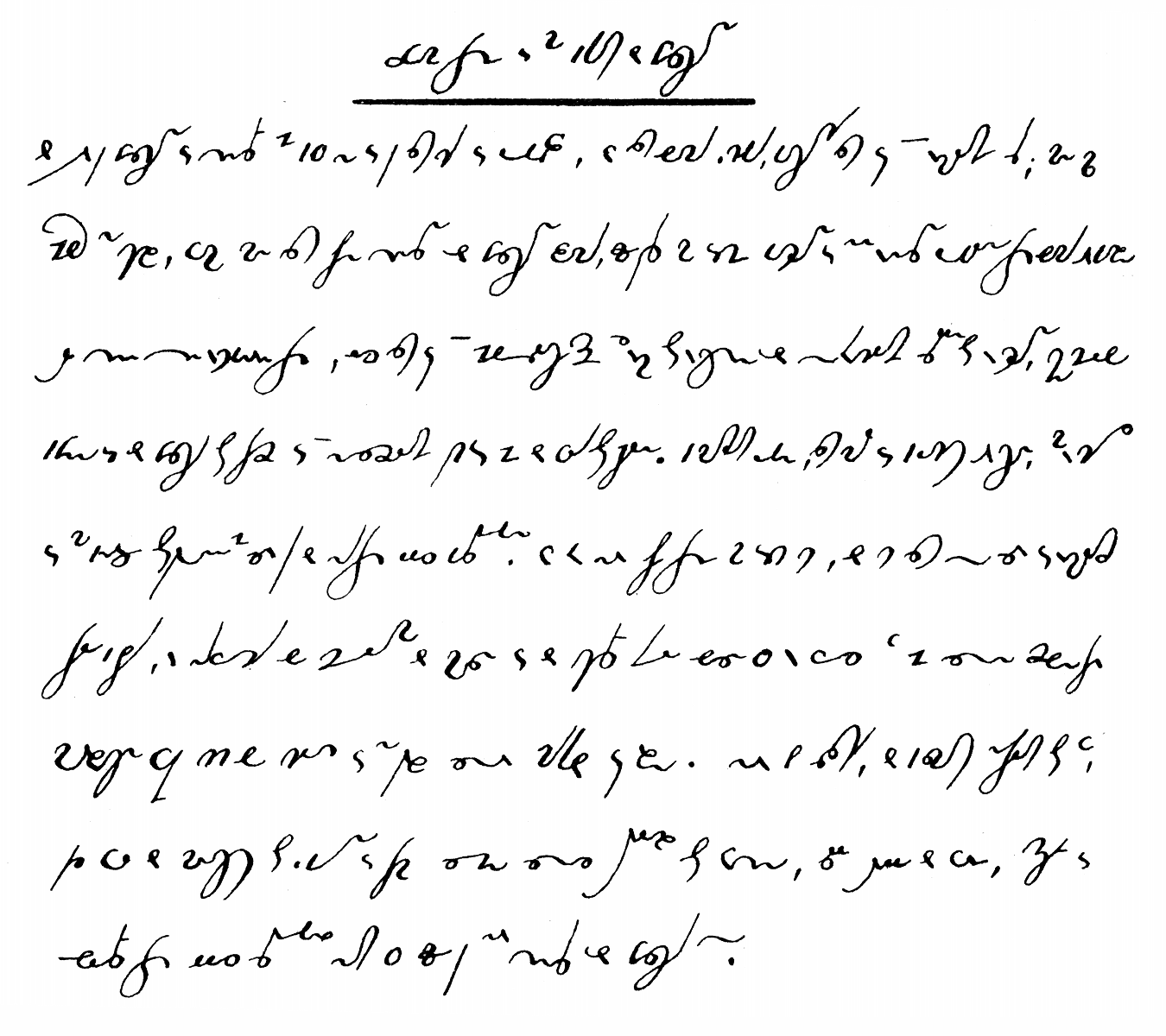
Originalschrift Gabelsbergers von 1834: „Von dem Zwecke und dem Gebrauch der Wissenschaften“
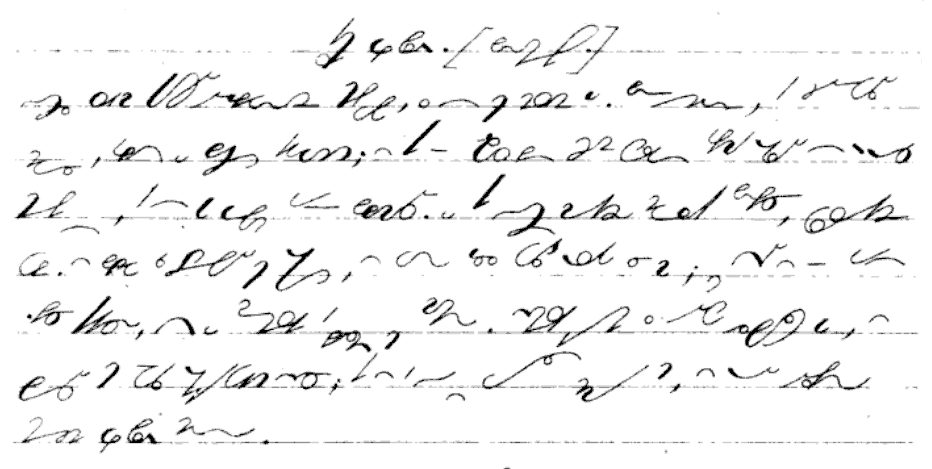
Stolze 1842 – Lehrbuchtext „Die kluge Hausfrau“ von 1852

## 1851–1900
| Jahr | Systemerfinder                    | Bild | Bezeichnung des Systems oder Lehrwerks                                                                                  | Sprache        | Anmerkungen/Besonderheiten |
| ---- | --------------------------------- | ---- | --- | -------------- | --- |
| 1851 | Karl Emanuel Rogol                |      | Lehrbuch der Stenographie                                                                                               | Deutsch        | Kürzungen können beim Nachschreiben eigenständig ohne feste Regeln gebildet werden. |
| 1852 | Christian Schmitt                 |      | Leichtfassliche Anleitung zur schnellen Erlernung einer ganz populären und zeitgemässen stenographischen Currentschrift | Deutsch        | Bearbeitung der Systeme Horstig und Heim; ganze oder teilweise Zeichenverstärkung zur Bezeichnung von weichen und harten Konsonanten sowie Doppelkonsonanten                                                       |
| 1854 | Andrew J. Graham                  |      | American Phonography | Englisch       | Abänderung von Pitmans System und Aufgriff von inzwischen von Pitman verworfenen Sichtweisen (z. B. Übernahme von Pitmans früherer Vokalreihe)                                                                     |
| 1862 | Enrico Carlo Noë                  |      | Stenografia italiana secondo il sistema Gabelsberger                                                                    | Italienisch    | Übertragung der Gabelsberger-Kurzschrift; Verdrängung der geometrischen Systeme wie z. B. Amanti und Delpino; zeitweise beliebtestes System in Italien                                                             |
| 1867 | Cornelius Anthonius Steger        |      | Handleiding tot de kennis der Nederlandse stenographie                                                                  | Niederländisch | Bearbeitung des geometrischen Systems Prépéan; Vokale Kreise und Halbkreise; Zulassung im niederländischen Parlament bis 1907 nur System Steger, dortige Verwendung jedoch bis 1966                                |
| 1867 | Émile Duployé                     |      | Sténographie ou l'art de suivre avec l'ecriture la parole la plus rapide                                                | Französisch    | Geometrisches System; Vokale Kreise und Kreisteile; ohne Kürzel; Redeschrift Métagraphie durch spätere Entwickler; Übertragung auf viele Sprachen                                                                  |
| 1871 | Louis Prosper Guénin              |      | Cours de sténographie / Méthode Paris-Guénin                                                                            | Französisch    | Ausbau des Systems von Aimé Paris zur Redeschrift |
| 1875 | Karl Friedrich August Lehmann     |      | Stenotachygraphie | Deutsch        | Konsonantenzeichen alle gleich groß (1 Stufe), Vokalandeutung u. a. durch Vergrößerung und Druckverstärkung der Mitlautzeichen                                                                                     |
| 1875 | Heinrich Roller                   |      | Vollständiger Leitfaden                                                                                                 | Deutsch        | Vokalschreibung buchstäblich, Konsonant vorwiegend gerade auslaufend |
| 1875 | Karl Faulmann                     |      | Fonografie | Deutsch        | Andeutung des Vokals im Auslaut erstmals einheitlich; Dreiteilung des Systems, dabei die erste Systemstufe ohne Kürzel                                                                                             |
| 1876 | Marco Vegezzi                     |      | Stenografia italiana con lezioni di semigrafia                                                                          | Italienisch    | Vereinfachung von Gabelsberger-Noë; erstes gemischt geometrisch-kursives System Italiens, eines der ersten weltweit; starke Verbreitung um Bergamo bis etwa 1920                                                   |
| 1878 | Albert Delaunay                   |      | Cours de sténographie / Méthode Prévost-Delaunay                                                                        | Französisch    | Überarbeitung von Prévosts System; Verwendung in Frankreich und Belgien bis in die Gegenwart |
| 1886 | Catherine Nobbe                   |      | Neue Schnellschrift | Deutsch        | Catherine Nobbe neben Sophie Scott einzige bekannte Erfinderin eines deutschsprachigen Kurzschriftsystems |
| 1883 | Giuseppe Francini                 |      | Manuale di stenografia fonetica (Fonografia). Stenografia Pitman-Francini                                               | Italienisch    | Übertragung des Systems Pitman; von 1910 bis 1928 auch für den Schulunterricht zugelassen; bis 1955 veröffentlicht                                                                                                 |
| 1887 | Ferdinand Schrey                  |      | Vereinfachte deutsche Stenographie                                                                                      | Deutsch        | Verwendung von Oberlängen und Unterlängen sehr ausgeprägt; verschiedene Entlehnungen von Gabelsberger-Kurzschrift, Stolze und Faulmann; Bezeichnung anfänglich auch System Schrey-Johnen-Socin                     |
| 1888 | Julius Brauns                     |      | Entwurf und Begründung eines neuen Schulkurzschriftsystems                                                              | Deutsch        | Systemgliederung in die Stufen Schul-, Verkehrs- und Schnellschrift, dabei in der Schulschrift Rechtschreibregeln (z. B. Dehnungs-h) wie in der Langschrift; Übertragung auf einige Fremdsprachen                  |
| 1889 | Heinrich Leopold Johann Wery      |      | De stenographie en het Stolze'sche systeem                                                                              | Niederländisch | Übertragung der 1888er Fassung des Systems Stolze; Verwendung bis 1956 im niederländischen Parlament |
| 1889 | Hugh Longbourne Callendar         |      | Cursive Shorthand (Cambridge System)                                                                                    | Englisch       | Keine Vokalbezeichnung durch Verstärkung oder Punkte, sondern verbundene Vokale; 1891 Veröffentlichung von Orthographic Cursive Shorthand                                                                          |
| 1890 | Jean-Marie-Raphaël Le Jeune       |      | Wawa Shorthand | Chinook Wawa   | Anpassung des Systems Duployé an Sprache der Chinook-Indianer, 1891–1903 Zeitung „Kamloops Wawa“ fast völlig in Wawa Shorthand                                                                                     |
| 1892 | Olof Werling Melin                |      | Förenklad snabbskrift                                                                                                   | Schwedisch     | Vokalschreibung buchstäblich, sehr viele Mitlautfolgezeichen, etwa 100 Kürzel; seit 1940er Jahren alleinige Zulassung an Schulen; inzwischen so gut wie das einzige verwendete System in Schweden                  |
| 1893 | John Robert Gregg                 |      | Light-Line Phonography                                                                                                  | Englisch       | Vokalschreibung buchstäblich; mehrere Systemversionen bis 1988; bis heute meist verwendetes System in den USA |
| 1893 | Felix und Albrecht von Kunowski   |      | Deutsche Kurzschrift | Deutsch        | Konsonanten sind Aufstriche, Vokale sind Abstriche (jeweils umgekehrt zu anderen vokalschreibenden Systemen); keine Wortgliederung                                                                                 |
| 1896 | Karl Friedrich Scheithauer        |      | System der Stenographie                                                                                                 | Deutsch        | Regelwerk sehr einfach; keine sprachliche Gliederung; in der Unterstufe ohne Kürzel |
| 1897 | Ferdinand Schrey / Wilhelm Stolze |      | Einigungssystem Stolze-Schrey                                                                                           | Deutsch        | Ähnlichkeit vorwiegend mit Schreys System von 1887; Jahrzehnte später noch Erweiterung um Oberstufe und mittlerer Stufe; in der Schweiz bis heute hauptsächlich verwendetes System                                 |
| 1897 | Riënts Balt                       |      | Leerboek der stenografie naar het systeem van Karl Scheithauer voor het Nederlandsch bewerkt                            | Niederländisch | Anpassung des Systems Scheithauer |
| 1898 | Felix und Albrecht von Kunowski   |      | Nationalstenografie | Deutsch        | Einigungssystem der vokalschreibenden Systeme von Kunowski, Arends und Roller (Anhänger von Arends und Roller nur teilweiser Anschluss); vor 1914 drittgrößte Anhängerschaft (nach Gabelsberger und Stolze-Schrey) |
| 1899 | Arnold Willem Groote              |      | Stenografie voor iedereen. Een alfabetisch kortschrift                                                                  | Niederländisch | Vokalschreibung buchstäblich; Kürzel und Kürzungsregeln erst in der Oberstufe („Reporterschrift“); hauptsächlich verwendetes System in den Niederlanden                                                            |

Schriftbeispiele von 1851–1900

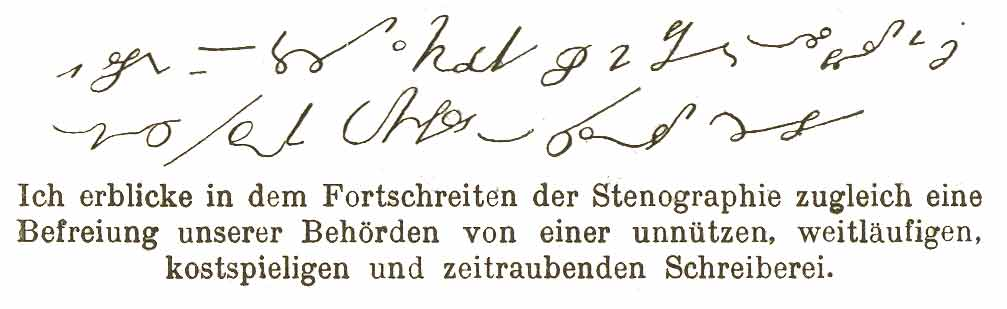
System Roller 1875 – Schriftbeispiel
Wawa Shorthand 1890 – Schreibverlauf des Chinook-Wortes “pelhten”, Anpassung des Systems Émile Duployé durch Le Jeune
Melin 1892 – Konsonantenübersicht
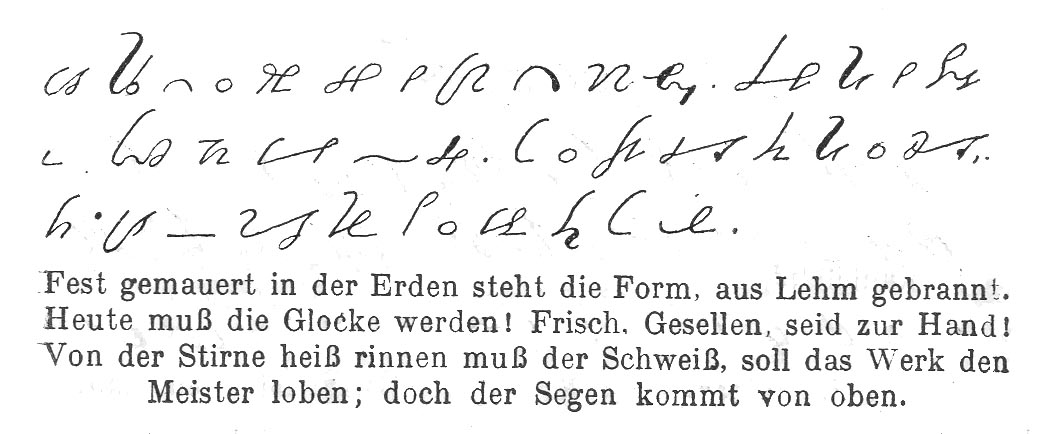
Lehmanns Stenotachygraphie – Schriftversion von 1898
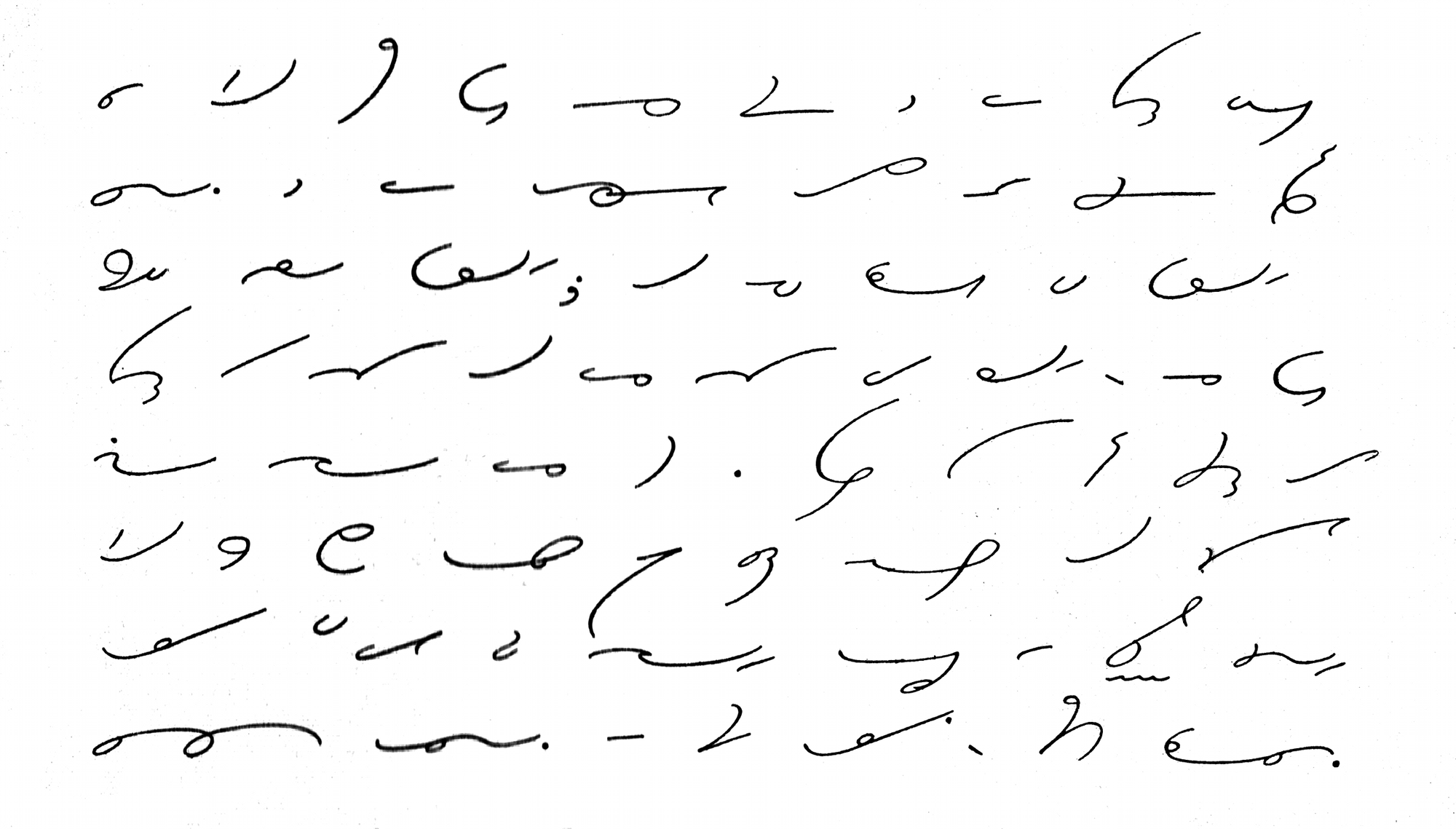
System Gregg 1893 – Schriftbeispiel
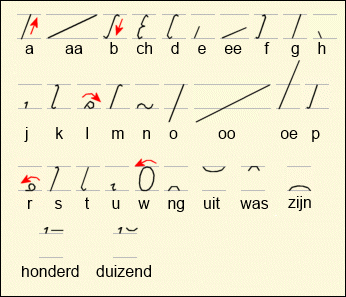
System Groote 1899 – Zeichenübersicht

## 1901–1950
| Jahr | Systemerfinder                | Bild | Bezeichnung des Systems oder Lehrwerks                            | Sprache        | Anmerkungen/Besonderheiten |
| ---- | ----------------------------- | ---- | ----------------------------------------------------------------- | -------------- | --- |
| 1902 | Daniele Marignoni             |      | Pro Vegezzi e la sua stenografia                                  | Italienisch    | Weiterentwicklung von Vegezzis System von 1876; starke Verbreitung um Bergamo bis etwa 1920 |
| 1904 | M. A. Pont                    |      | Stenografie-Pont                                                  | Niederländisch | Anpassung des Systems Scheithauer; seit 1921 Verwendung neben anderen Systemen auch im niederländischen Parlament                                                                                     |
| 1907 | Christian Palm                |      | Deutsche Kurzschrift                                              | Deutsch        | Zeichenbestand vorwiegend Stolze-Schrey entnommen |
| 1911 | Giovanni Vincenzo Cima        |      | Stenografia corsiva italiana                                      | Italienisch    | Selbstlautschreibung buchstäblich; von Anfang bis heute nahezu unverändert; seit 1937 für den Schulunterricht zugelassen und bis heute eines der führenden Systeme Italiens                           |
| 1924 | Staatlicher Fachausschuss     |      | Deutsche Einheitskurzschrift (DEK)                                | Deutsch        | Mischsystem und Kompromiss-System aus Gabelsberger, Stolze-Schrey und Faulmann; Reformen 1924 und 1968; seit Anbeginn in Deutschland und Österreich Schulunterricht ausschließlich nur in DEK erlaubt |
| 1924 | Emma Dearborn                 |      | Speedwriting                                                      | Englisch       | Abbreviaturschrift aus verkürzten Zeichen der Schreibschrift; Revisionen bis 1949 von Alexander L. Sheff                                                                                              |
| 1928 | Ferdinand Schrey              |      | Volksverkehrskurzschrift                                          | Deutsch        | Bearbeitung von Scheithauers 1913er System; zusätzlich etliche weitere Zeichen und etwa 30 Kürzel |
| 1935 | Reginald John Garfield Dutton |      | International Symbolic Script; Speedwords (Bezeichnung seit 1940) | Englisch       | Abbreviaturschrift; Verwendung der Buchstaben des Alphabets, häufigste Wörter bestehen aus einem Buchstaben; Veröffentlichungen bis 1973                                                              |
| 1941 | Abramo Mòsciaro               |      | Stènital                                                          | Italienisch    | Vokalschreibendes System; Aneinanderreihung der Konsonantenabstriche und Vokalaufstriche; seit 1955 in Italien auch für den Schulunterricht zugelassen                                                |
| 1946 | John Comstock Evans           |      | Evans Speed Shorthand                                             | Englisch       | Eigene Zeichen auch z. B. für c, q, y; Großteil aller Zeichen aus Kreisen, Kreisteilen und Schleifen bestehend; von Barnes & Noble bis 1992 neu aufgelegt                                             |

Schriftbeispiele von 1901–1950

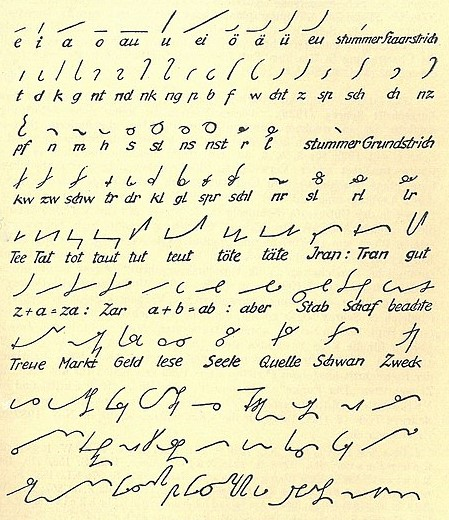
Scheithauer 1913 – Zeichenübersicht mit Beispielsatz
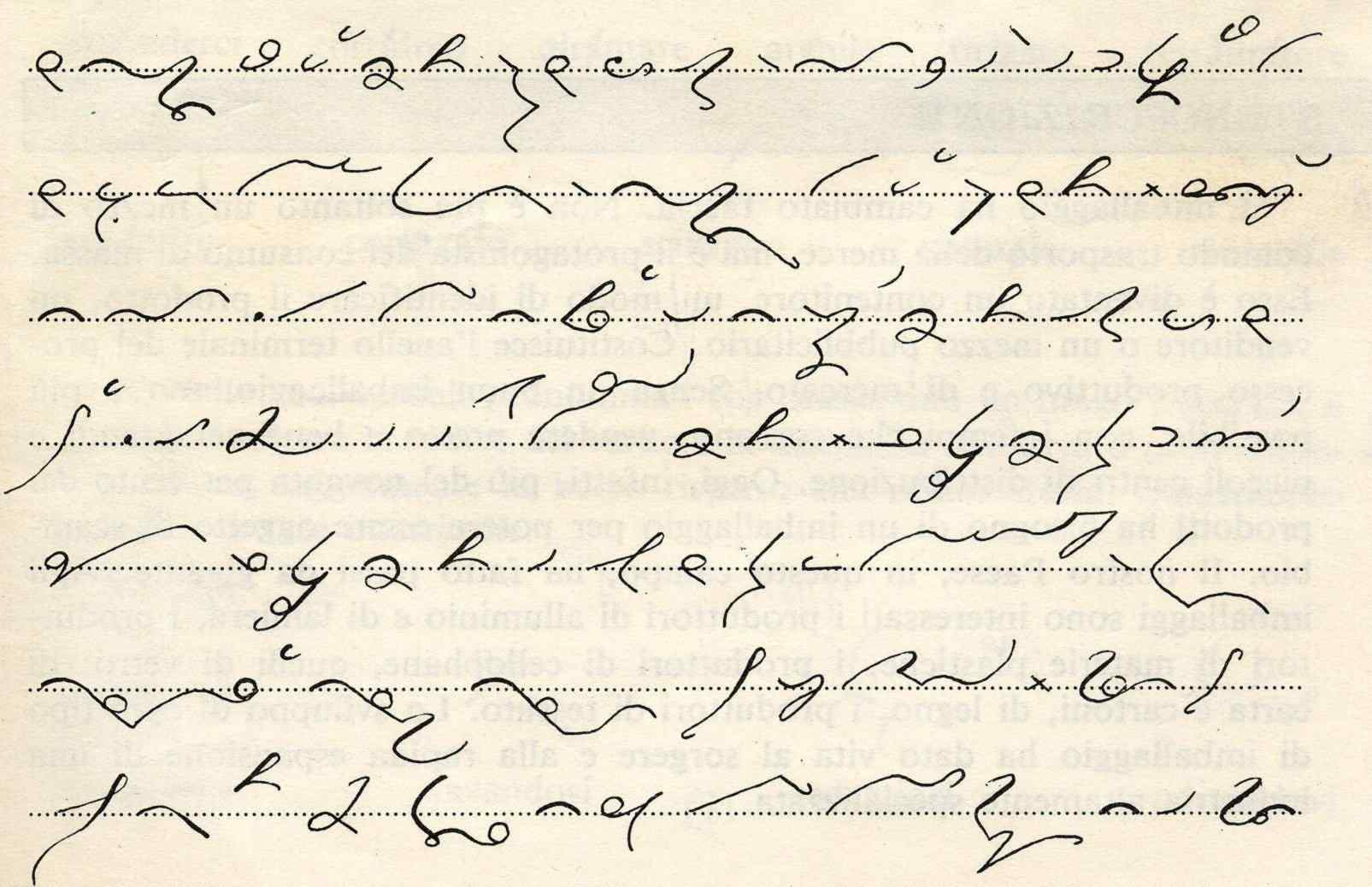
Textbeispiel des 1913 erstmals veröffentlichten Systems von Cima
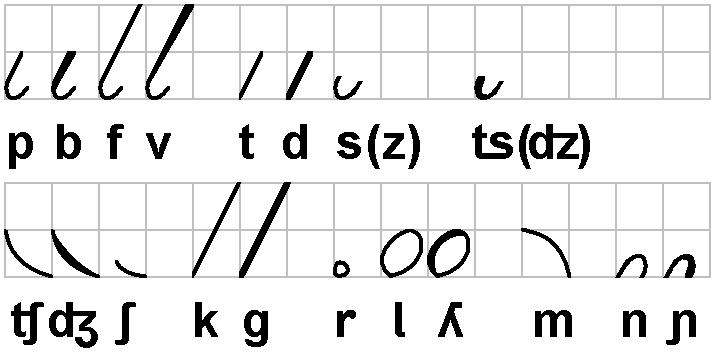
Konsonantenübersicht des Systems Sténital von 1941

## 1951–2000
| Jahr | Systemerfinder                                     | Bezeichnung des Systems oder Lehrwerks  | Sprache  | Anmerkungen/Besonderheiten |
| ---- | -------------------------------------------------- | --------------------------------------- | -------- | --- |
| 1951 | Roy Burls Tabor                                    | Troab Shorthand                         | Englisch | Neuveröffentlichungen des Systems ab 2004 (überarbeitet) als Contemporary Shorthand und T-Script |
| 1951 | Alexander L. Sheff                                 | Speedwriting Shorthand, Century Edition | Englisch | Neubearbeitung der Abbreviaturschrift Speedwriting nach Dearborn (1924); starker Unterschied zu Dearborns Schrift |
| 1959 | Karl Otto                                          | Einfache Stenografie                    | Deutsch  | System vokalschreibend, bis 1980 Systemversionen verschiedener Verfasser |
| 1959 | Oskar Schultz                                      | Vereinfachte Kurzschrift Schultz        | Deutsch  | Selbstlautzeichen und Selbstlautsinnbilder Stolze-Schrey entnommen; Einteilung in drei Stufen |
| 1964 | Laurence Faulkner Hawkins                          | Notescript                              | Englisch | Abbreviaturschrift, kein phonetisches System (wie auch Teeline); Ausstoßung von Buchstaben, spezielle Kurzformen für häufigste Wörter |
| 1966 | Georg Paucker                                      | Deutsche Notizschrift                   | Deutsch  | System ist Mischung aus Zeichen der Schreibschrift und stenografischen Zeichen; andeutende Selbstlautdarstellung |
| 1966 | Peter Spiegel                                      | Universalkurzschrift                    | Deutsch  | Scheithauers System bildet Grundlage; Einflüsse von Stolze-Schrey und der Einfachen Stenografie |
| 1966 | Helmut Stief                                       | Stiefografie                            | Deutsch  | Systemeinteilung in drei Stufen, Grundstufe kürzellos; keine Verwendung der Verstärkung durch Druck; Systembeurteilung und Vergleich mit der Deutschen Einheitskurzschrift durch die Volkshochschule                                           |
| 1968 | James Hill                                         | Teeline: A Method of Fast Writing       | Englisch | Schreibweisen gemäß Rechtschreibung mit Lautweglassungen; Zeichen Teilzüge der entsprechenden langschriftlichen Buchstaben; starke Verwendung in Journalistenausbildung; heute beliebtestes System im UK; bekannter Anwender Alastair Campbell |
| 1969 | Samuel Noory                                       | Simplex Shorthand                       | Englisch | Neueres geometrisches phonetisches System; Übungstexte mit Übertragungen; mehr als die Hälfte des Buches „Shorthand in One Day“ ist Wörterverzeichnis                                                                                          |
| 1978 | Jürgen Dobermann                                   | Europa-Kurzschrift                      | Deutsch  | Scheithauers System bildet Grundlage, nur wenige Abänderungen, sechs Kürzel für die drei Artikel (Wortart) und deren Kasusangleichung |
| 1978 | Nicolas Richter                                    | Deutsche Euro-Steno                     | Deutsch  | System ist vokalschreibend; zahlreiche Sonderregeln; Einteilung in drei Stufen |
| 1984 | Joe M. Pullis                                      | Principles of Speedwriting Shorthand    | Englisch | Weitere Bearbeitung der Abbreviaturschrift Speedwriting nach Dearborn (1924) und Sheff (1951); teilweise Abänderung von Zeichen, Kürzeln und Regeln                                                                                            |
| 1986 | Hans-Jürgen Bäse / Hans Lambrich / Margit Lambrich | Notizschrift (DEK)                      | Deutsch  | Vereinfachung der Unterstufe der Deutschen Einheitskurzschrift (z. B. weniger Kürzel), Zeichen und Selbstlautsinnbilder mit der Einheitskurzschrift identisch                                                                                  |
| 1990 | Leonard D. Levin                                   | EasyScript                              | Englisch | Abbreviaturschrift; starke Reduzierung der Buchstaben häufiger Wörter; Verkürzung der Präfixe und Suffixe; Verwendung von Sonderzeichen |
| 1992 | Werner Frangen                                     | Moderne Notizschrift                    | Deutsch  | Selbstlautdarstellung sinnbildlich, jedoch ohne Druckverstärkung; viele Mitlautfolgezeichen; mehrere Auflagen bis 2007 |

Schriftbeispiele aus dem Zeitraum von 1951–2000

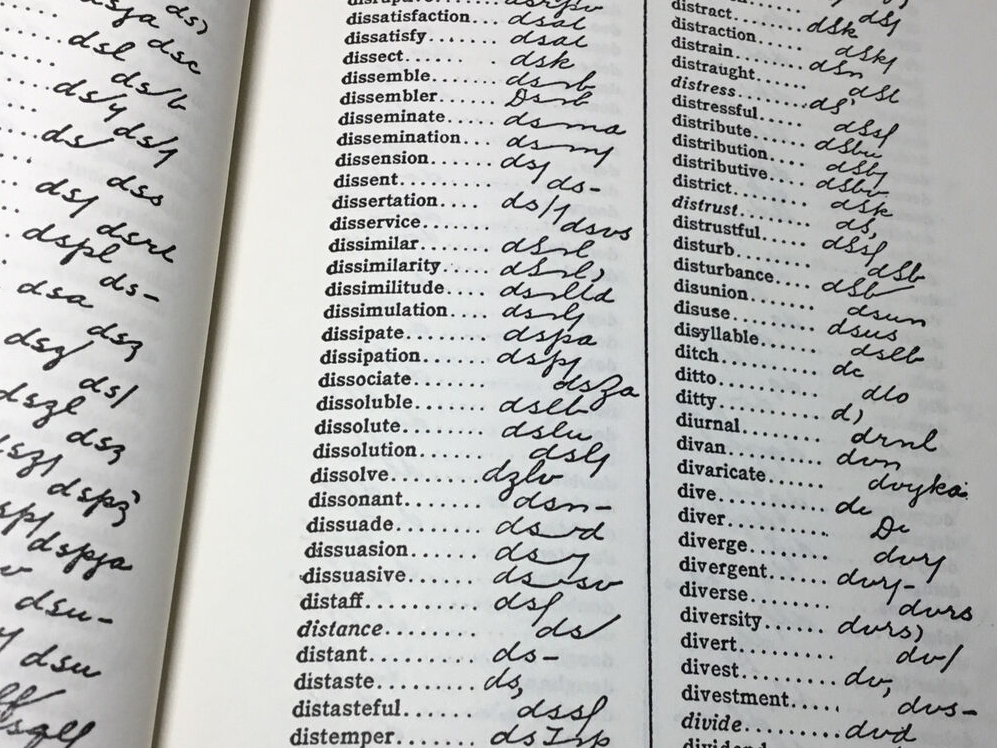
Speedwriting-Version von 1951 von Alexander L. Sheff – Wörterbuchauszug
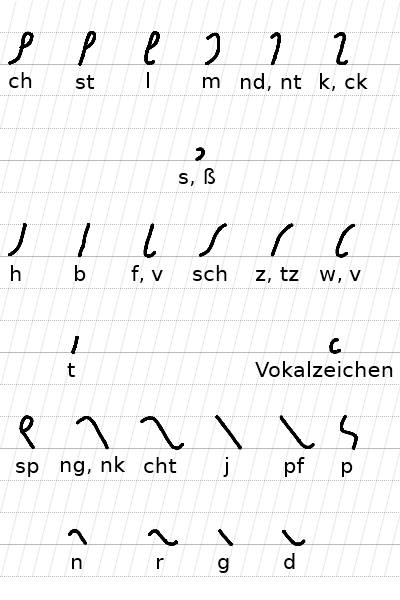
Stiefografie (1966) – Mitlaute und Mitlautverbindungen
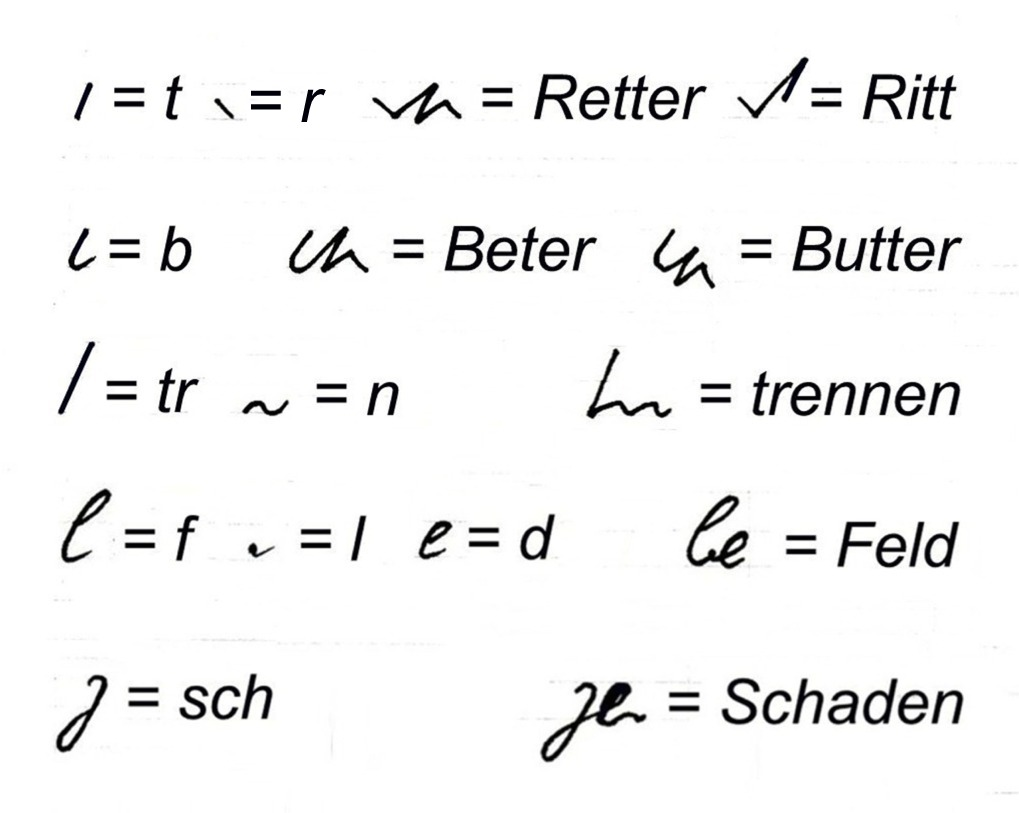
Deutsche Einheitskurzschrift – Zeichen- und Wortbeispiele in der Version von 1968
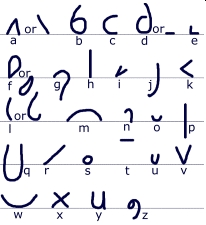
Teeline (1968) – Zeichenübersicht
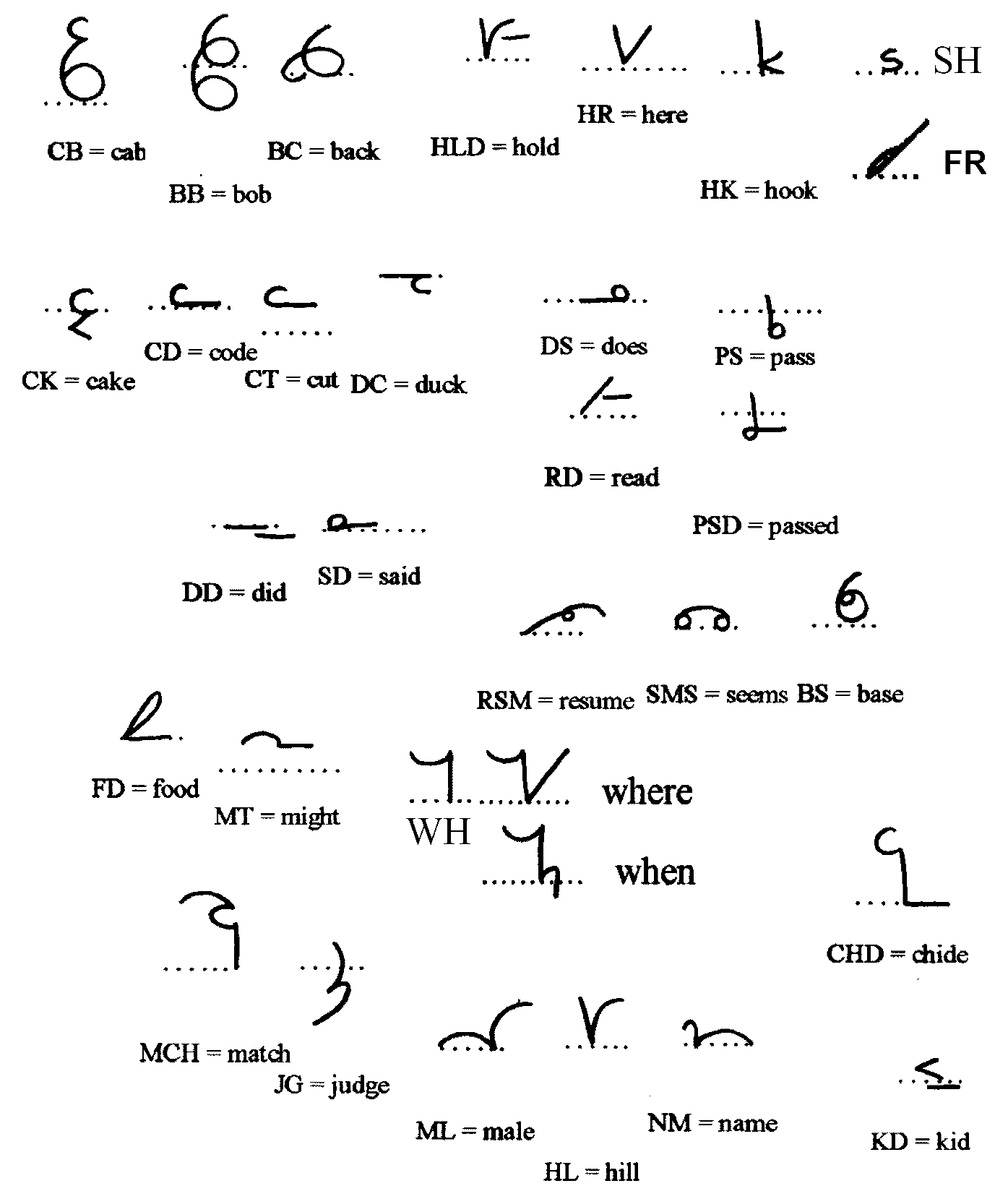
Teeline – Wortbeispiele
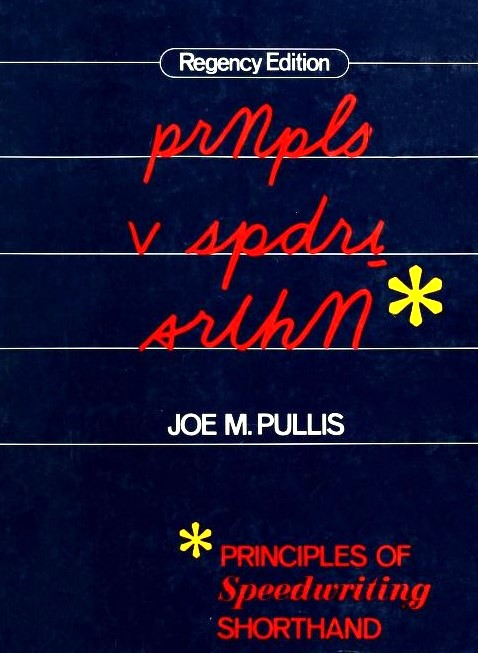
Speedwriting-Schriftbeispiel auf Umschlagseite der Neubearbeitung durch Pullis – 1984

## Ab 2001
| Jahr | Systemerfinder                    | Bild  | Bezeichnung des Systems oder Lehrwerks | Sprache     | Anmerkungen/Besonderheiten |
| ---- | --------------------------------- | ----- | -------------------------------------- | ----------- | --- |
| 2002 | Karl Wilhelm Henke / Konrad Weber | Henke | Neue Notizschrift                      | Deutsch     | Abbreviaturschrift; Mischung aus langschriftlichen Zeichen und vereinfachter Deutscher Einheitskurzschrift                                              |
| 2004 | Roy Burls Tabor                   |       | Contemporary Shorthand / T-Script      | Englisch    | Neubearbeitung der Troab Shorthand; Eingangsstufe als Abbreviaturschrift mit fast nur langschriftlichen Zeichen, Aufbaustufe rein stenografisch         |
| 2008 | Leonard D. Levin                  |       | MiniScript Shorthand                   | Englisch    | Darstellung der Buchstaben durch Satz- und Sonderzeichen in drei Positionen zur weiteren Kürzung abbreviaturschriftlicher Kurzformen (z. B. EasyScript) |
| 2009 | Heather Baker                     |       | BakerWrite                             | Englisch    | Abbreviaturschrift mit Zeichen der Schreibschrift; Vokalauslassungen sowie hochgestellte kleine Buchstaben für Vor- und Nachsilben                      |
| 2020 | Markus Steinmetz                  |       | System Scheithauer/Steinmetz           | Deutsch     | Weiterentwicklung von Scheithauers 1913er System, bessere Lesbarkeit durch Zeichenveränderungen, Grundstufe kürzellos; 2. Auflage 2022                  |
| 2021 | Winfried Mueller                  |       | Stif Kurzschrift                       | Deutsch     | Weiterentwicklung der Stiefografie; durchweg buchstäbliche Vokalschreibung; Grundstufe (kürzellos) und Aufbaustufe                                      |
| 2023 | Riccardo Bruni                    |       | Ste.Lo – Stenografia Logica            | Italienisch | Ohne Verstärkungen, um Verwendbarkeit auf Tablet-PCs zu ermöglichen                                                                                     |

Schriftbeispiele ab 2001

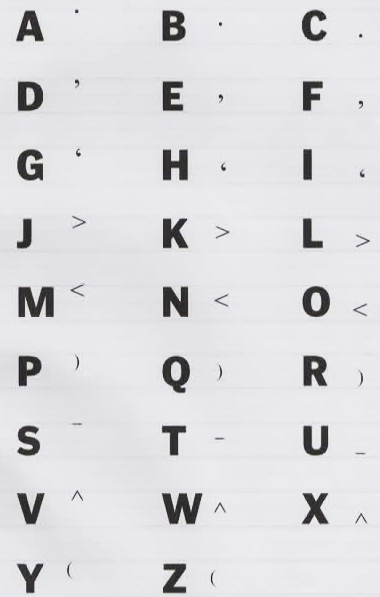
MiniScript Shorthand 2008 – Zeichenübersicht zur weiteren Verkürzung von bereits gekürzten Formen einer Abbreviaturschrift
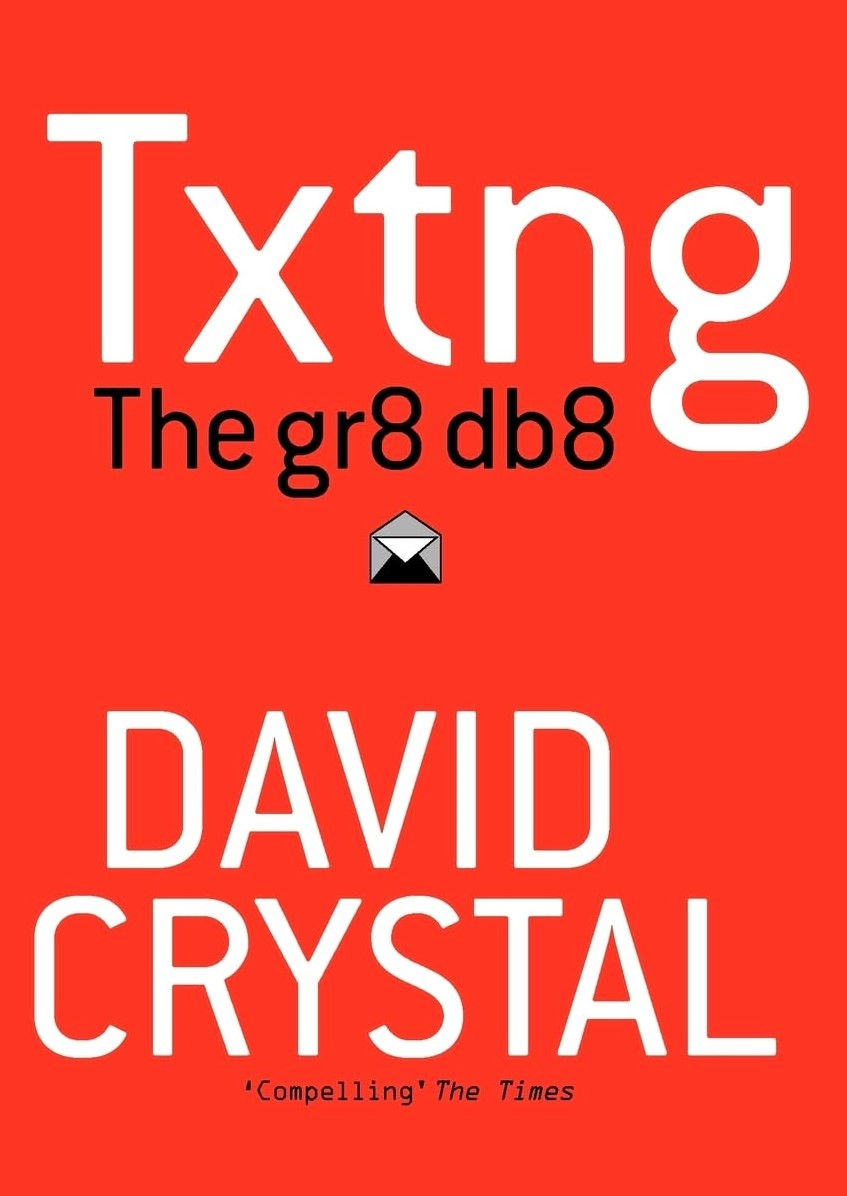
Buchtitel in Abbreviaturschrift; Buch enthält gebräuchliche Kurzformen in 11 Sprachen unabhängig von einem System – 2008
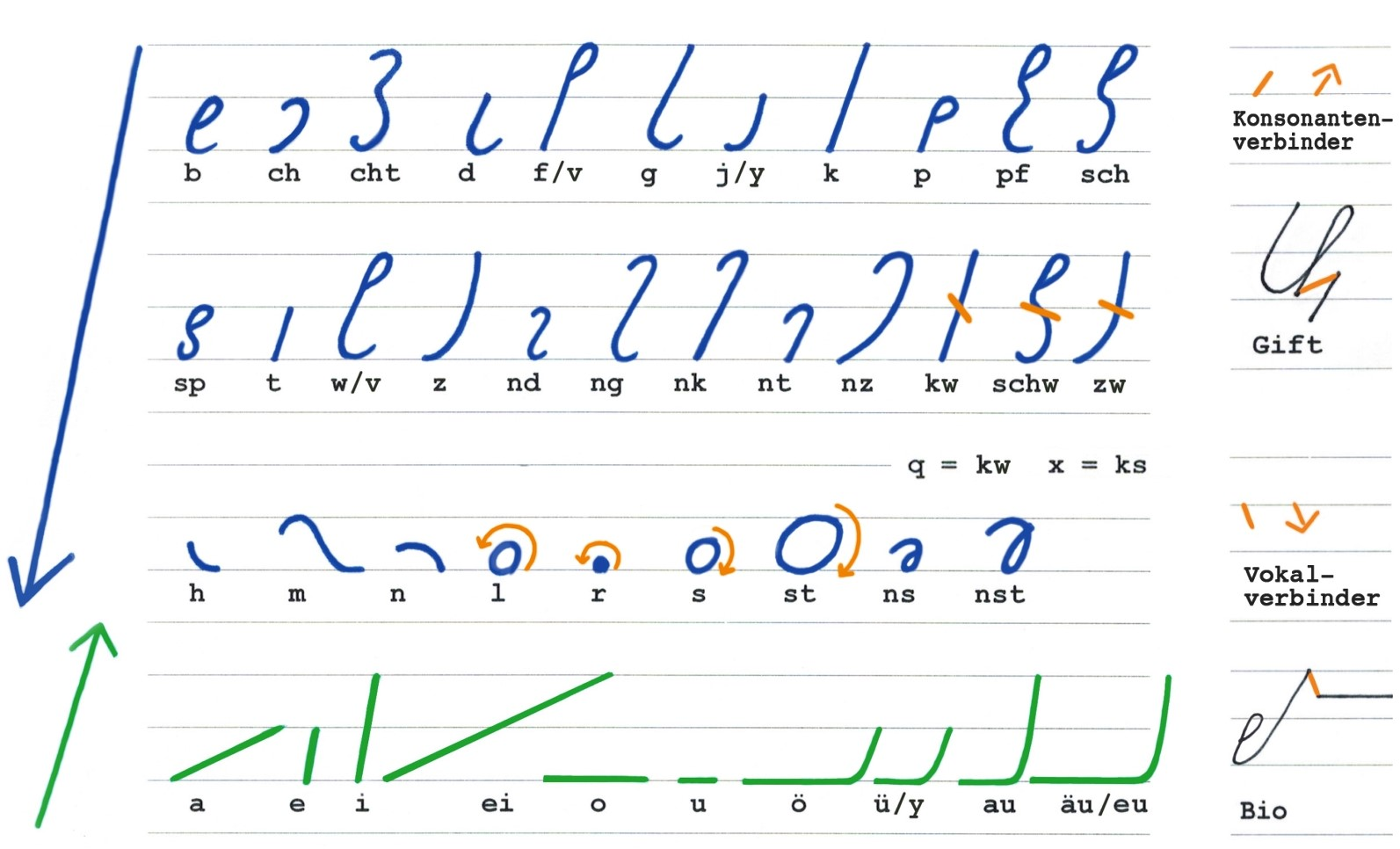
Zeichenübersicht des Stenografie-Systems Scheithauer/Steinmetz – 2020